# 1527 w polityce

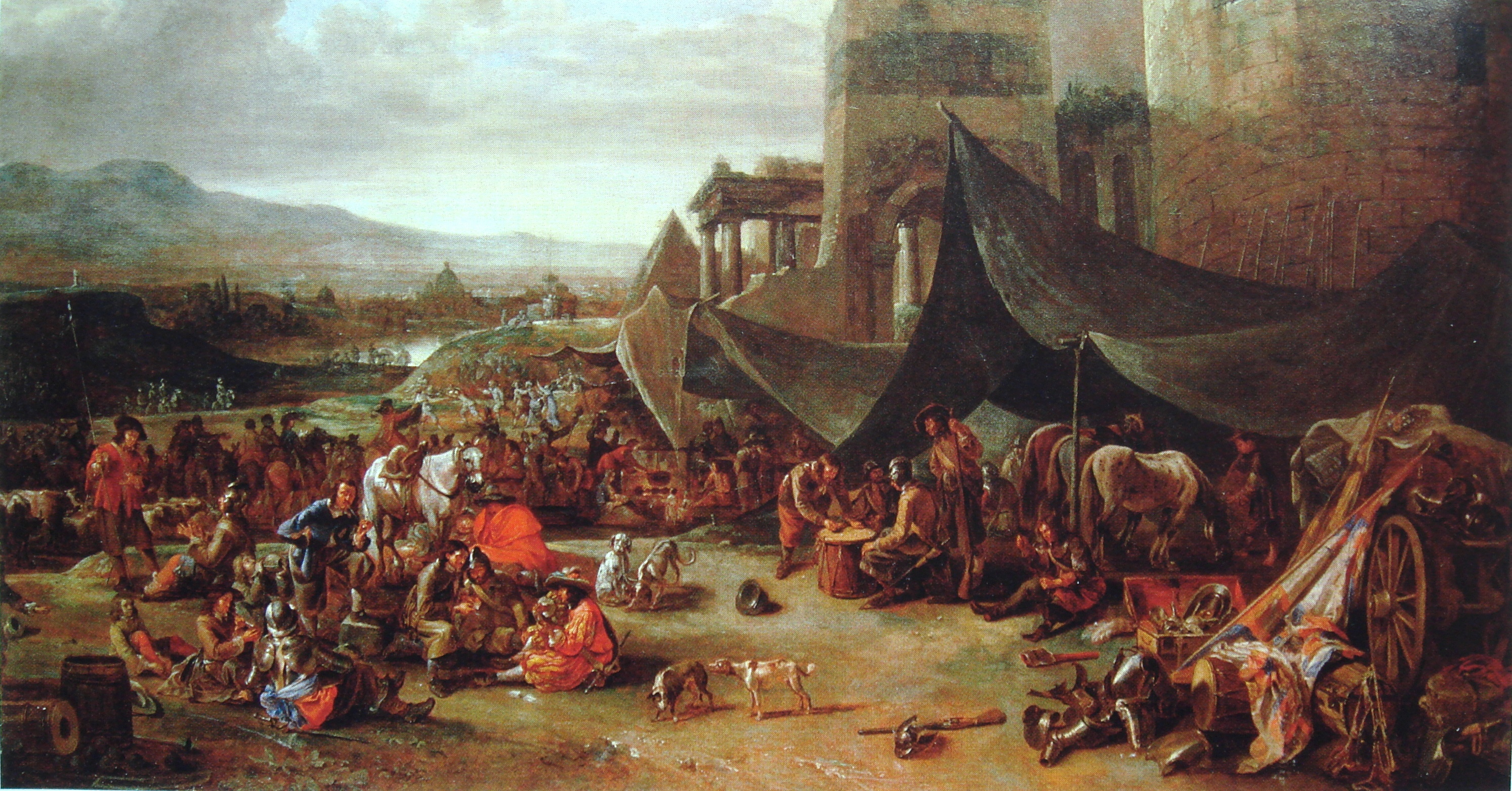
Johannes Lingelbach, Zdobycie rzymu w 1527

Wydarzenia polityczne w 1527 roku.

## Wydarzenia
- Sacco di Roma – zdobycie, złupienie i zniszczenie Rzymu[1].

## Urodzili się
- 21 maja Filip II Habsburg, król Hiszpanii.